# Sibbo
Sibbo (fil) (finska: Sipoo) är en kommun i landskapet Nyland. Sibbo har 22 190 invånare och en yta på 698,6 km². Kommunens centralort är Nickby (fi. Nikkilä).
Sibbo kommun ligger endast omkring 15–30 kilometer öster om Helsingfors centrum, men fortlevde länge som en svenskspråkig och starkt jordbruksdominerad kommun. Helsingfors stad äger betydande landområden i Sibbo och krävde 2006 att få införliva delar av Östersundom i västra Sibbo med Helsingfors. Trots att majoriteten av sibboborna häftigt motsatte sig detta och de lagliga grunderna var tvivelaktiga ändrades kommungränsen den 1 januari 2009.
Det tidigare helt svenskspråkiga Sibbo är sedan 1953 en tvåspråkig kommun med (sedan 2003) finska som majoritetsspråk och svenska som minoritetsspråk. I början av 1900-talet var de allra flesta av de då drygt 7 000 invånarna svenskspråkiga.

## Historia

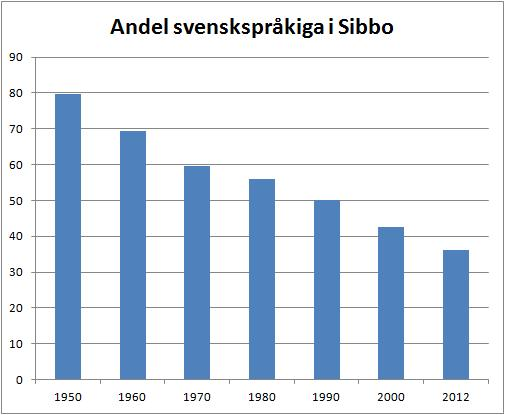
Andel svenskspråkiga i Sibbo, i procent, 1950-2012. Källa: https://issuu.com/folktinget/docs/fisve2012-rapport

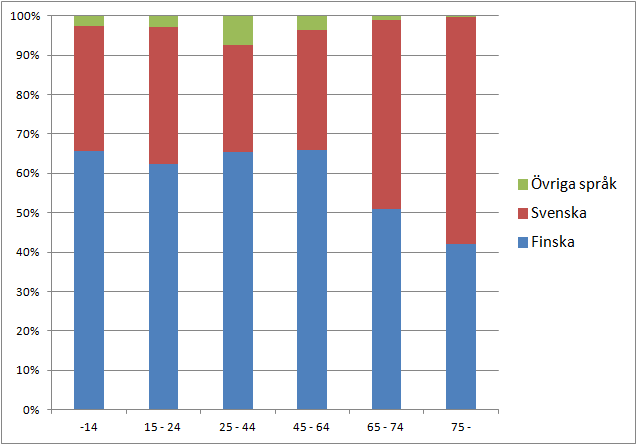
Sibbos befolknings språkliga sammansättning skiljer sig radikalt mellan olika generationer. Eftersom områdets finsktalande befolkning flyttat in relativt nyligen är svenska fortfarande, år 2015, majoritetsspråk bland de allra äldsta. Källa: Statistikcentralen [http://pxnet2.stat.fi/PXWeb/pxweb/sv/StatFin/StatFin__vrm__vaerak/055_vaerak_tau_124.px/table/tableViewLayout1/?rxid=2c0b4c7a-cb72-49f3-8572-cdbbdaa52e1d

Man har gjort fynd från stenåldern i Sibbo. Från bronsåldern har stenrösen hittats. Den fasta bosättningen härstammar  troligen från åren 1000–1200[källa behövs]. På den tiden fanns det en fästning och marknadsplats vid mynningen av Sibbo å. Sibbo nämns första gången i ett svenskt dokument från 1352. Svenskar började bosätta sig i området fr.o.m. 1300-talet först i de södra delarna. 
På 1600-talet grundades flera herrgårdar, såsom Östersundom, Hitå och Eriksnäs. Sibbo var till en början en kapellförsamling under Borgå, men bildade en självständig församling 1425. På 1600-talet fanns ett salpeterkokeri i socknen, på 1700-talet började man bryta kalk och tillverka tegel. Tegelbruket och kalkbrytningen betjänade främst fästningsbygget Sveaborg. På 1700- och 1800-talen livnärde man sig också på skeppsbyggnad och bondeseglation utöver jordbruket.

## Ortnamn

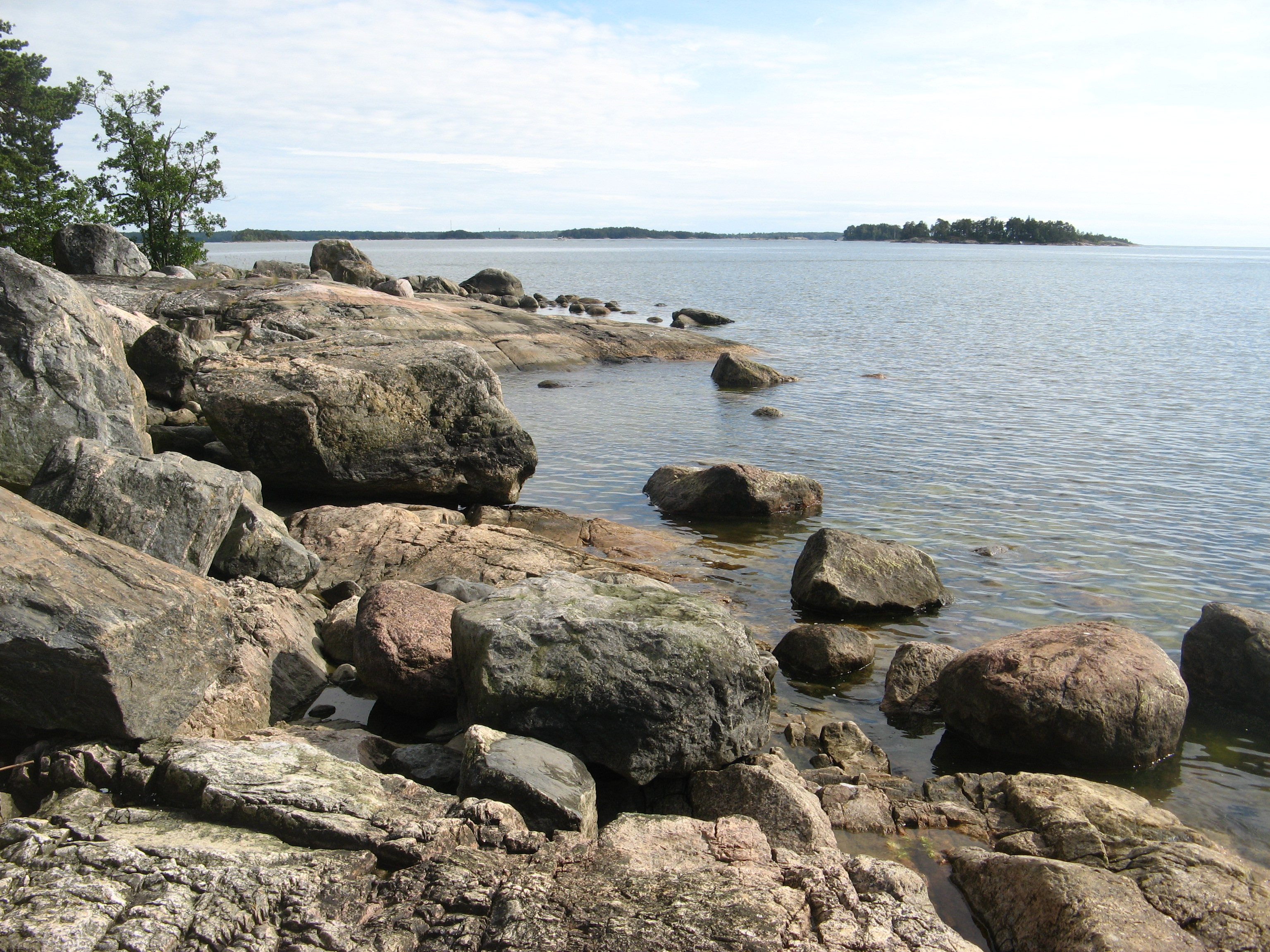
Sibbo har skärgård, med fast bosättning och en stor mängd fritidsbostäder. Här vy från Skata Ledholmen söderut mot Bodö, Pörtö och Finska viken.

I kommunen ingår byarna Ali-Kerava (del av Takvedaholmen), Borgby (fi. Linnanpelto), Box, Eriksnäs, Estlotan (fi. Eestiluoto), Gesterby, Granö,  Handskholmen (fi.Hanskinen), Hangelby, Hertsby (fi. Herrala), Hindsby, Hitå, Immersby, Kallbäck, Krämarö, Kyrkoby (fi. Kirkonkylä), Löparö, Massby, Myras (fi. Myyras), Mårtensby (fi. Martinkylä), Nevas, Nickby (fi. Nikkilä), Norrkulla, Norrkullalandet, Paipis (fi. Paippinen), Pigby, Savijärvi, Skräddarby, Spjutsund, Svartböle och Träsk. 
Byarna Ali-Kerava, Estlotan, Handskholmen och Krämarö saknar fast bosättning.
Bosättningsområden som ibland uppfattas som byar: Broböle, Gumbostrand, Kalkstrand (finska: Kalkkiranta), Norra och Södra Paipis, Salpar, Söderkulla och Västerskog.
Här finns också öarna Löparö och Kitö, Estlotan (fi. Eestiluoto), Komsalö, Mölandet, Opanholmen, Röysö, Fagerö (friluftsområde, fi. Kaunissaari), Norrkullalandet, Simsalö, Svarta Hästen (fi. Musta Hevonen), Söderkullalandet, Torra Hästen (fi. Kuiva-Hevonen), Kamsholmen, fjärdarna Granöfjärden, Kalkbruksfjärden, Löparöfjärden, Sibbofjärden och Simsalöfjärden, viken Sibboviken (fi. Sipoonlahti) samt vattendraget Sibbo å (fi. Sipoonjoki).

## Sibbo å
Sibbo å är ett cirka 37 kilometer långt vattendrag med flera grenar. 30 kilometer av ån ligger i Sibbo kommun. Ännu på 1800-talet var ån så djup och bred att fartyg kunde ta sig fram, men numera påminner ån mera om ett dike på sina ställen.

## Sevärdheter

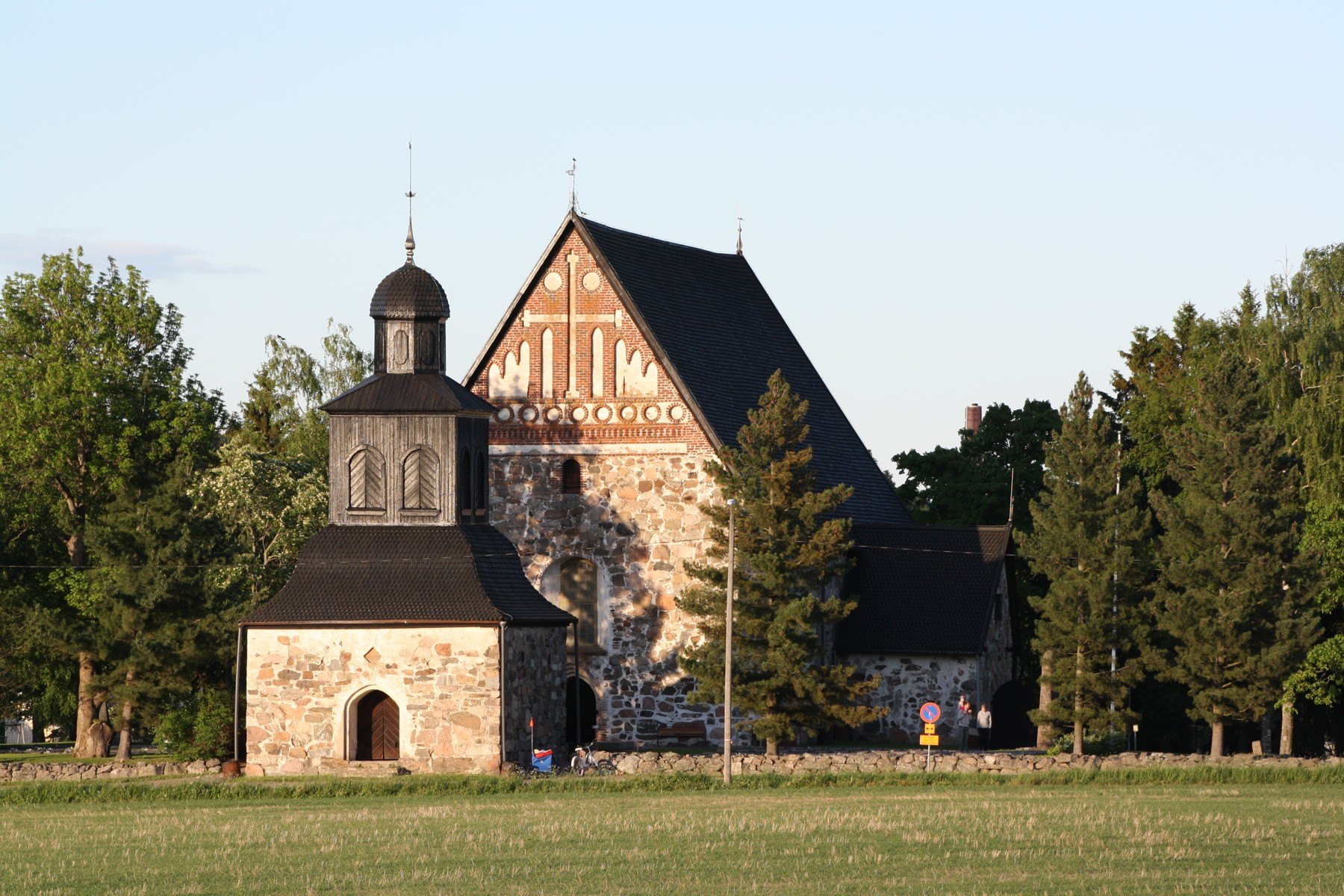
Sibbo gamla kyrka.

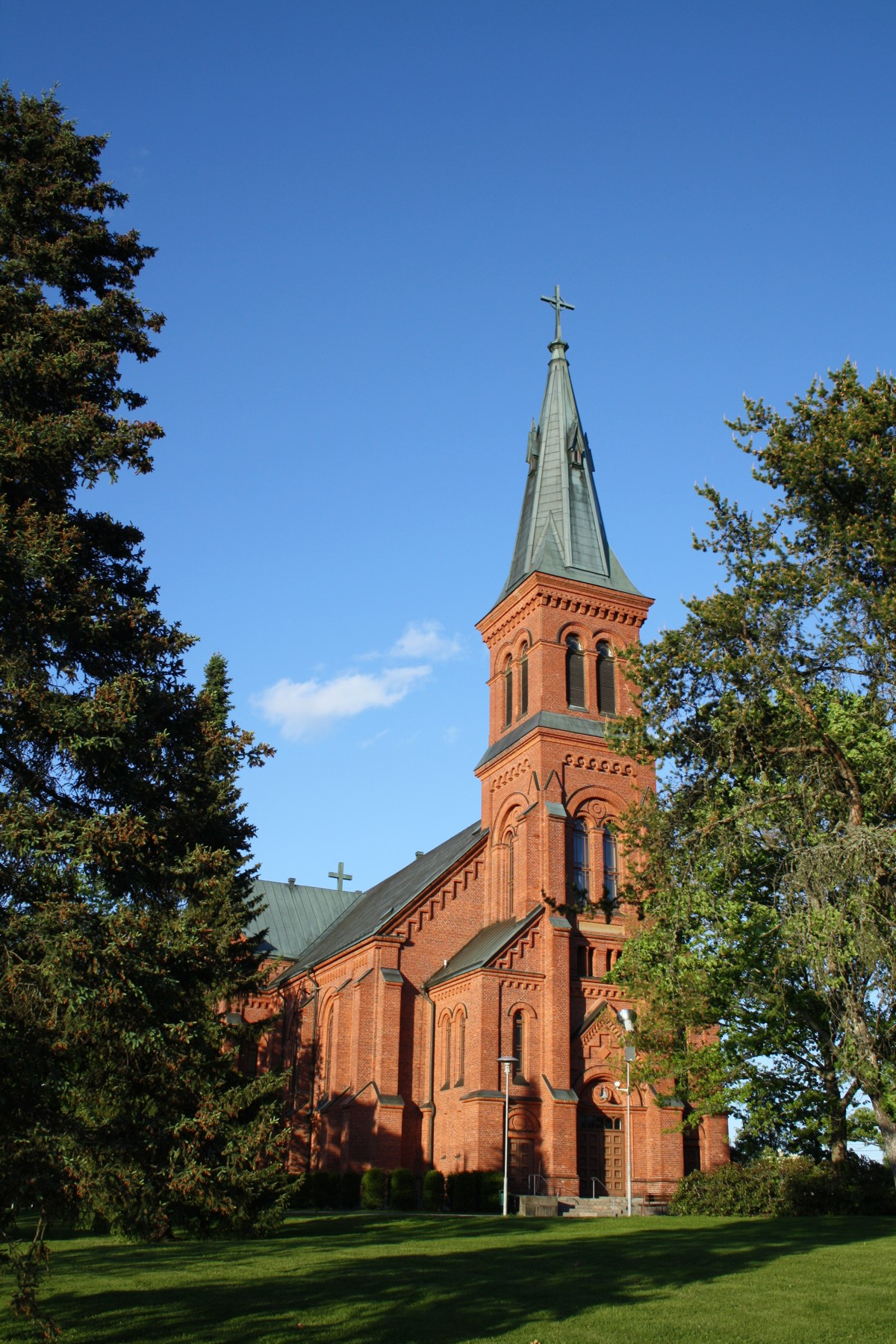
Sibbo nya kyrka.

Sibbo medeltida gråstenskyrka är från 1400-talet. Sibbo nya kyrka i rödtegel byggdes 1885. I Paipis finns en bykyrka. Savijärvi gård och Söderkulla gård hör också till sevärdheterna. Sibbo storskogs nationalpark invigdes 2011.

## Sibbo kommunvapen
Sibbos kommunvapen har planerats av heraldiker Olof Eriksson. I vapnet finns ett varghuvud i silver mot en svart bakgrund. Kommunfullmäktige godkände vapnet 16.6.1954 och Inrikesministeriet stadfäste det 25.2.1955.

## Befolkningsutveckling
| Befolkningsutvecklingen i Sibbo kommun 1975–2020 | Befolkningsutvecklingen i Sibbo kommun 1975–2020 | Befolkningsutvecklingen i Sibbo kommun 1975–2020 | Befolkningsutvecklingen i Sibbo kommun 1975–2020 | Befolkningsutvecklingen i Sibbo kommun 1975–2020 |
| --- | ------------------------------------------------ | ------------------------------------------------ | ------------------------------------------------ | ------------------------------------------------ |
| |                                                  |                                                  |                                                  |                                                  |
| År |                                                  |                                                  | Folkmängd                                        |                                                  |
| 1975 | 1975                                             |                                                  | 12 464                                           |                                                  |
| 1980 | 1980                                             |                                                  | 12 971                                           |                                                  |
| 1985 | 1985                                             |                                                  | 13 875                                           |                                                  |
| 1990 | 1990                                             |                                                  | 14 671                                           |                                                  |
| 1995 | 1995                                             |                                                  | 15 497                                           |                                                  |
| 2000 | 2000                                             |                                                  | 17 477                                           |                                                  |
| 2005 | 2005                                             |                                                  | 18 719                                           |                                                  |
| 2010 | 2010                                             |                                                  | 18 253                                           |                                                  |
| 2015 | 2015                                             |                                                  | 19 399                                           |                                                  |
| 2020 | 2020                                             |                                                  | 21 687                                           |                                                  |
| Anm: Uppgifterna avser förhållandena den 31 december nämnda år enligt områdesindelningen den 1 januari 2022. Sydvästra Sibbo inkorporerades med Helsingfors 2009. |                                                  |                                                  |                                                  |                                                  |

## Politik

### Mandatfördelning i Sibbo kommun, valen 1976–2025
| 3 | 7 | 2 | 19 | 3 |  |

| 2 | 8 | 19 | 5 |  |

| 2 | 8 | 19 |  | 5 |

|  | 8 |  |  | 19 | 5 |

|  | 8 | 3 | 2 | 18 | 3 |

| 7 | 4 |  | 2 | 24 | 5 |

| 7 | 4 | 3 | 21 | 8 |

| 6 | 4 | 3 | 20 | 10 |

| 24 | 19 |

| 5 | 3 | 6 | 2 | 2 | 16 | 9 |

| 25 | 18 |

| 5 | 3 | 5 | 4 | 17 | 9 |

| 29 | 14 |

| 5 | 5 | 2 | 2 | 17 |  | 11 |

| 23 | 20 |

| 3 | 4 | 5 |  | 14 | 3 | 13 |

| 23 | 20 |

| 5 | 4 | 3 | 5 | 14 | 12 |

| 23 | 20 |

## Kända personer från Sibbo
- Carl Enckell, minister.
- Harry Harkimo, affärsman.
- Carita Järvinen, fotomodell.
- Minna Lindberg, politiker.
- Jan Stenfors, musiker.
- Joona Toivio, fotbollsspelare.
- Zacharias Topelius, författare och historiker (från Nykarleby i Österbotten, inflyttad i slutet av 1870-talet).
- A. I. Virtanen, akademiker.
- André Wickström, komiker.

## Vänorter
- Aurskog-Høland, Norge
- Frederikssund, Danmark
- Kumla, Sverige
- Kuusalu, Estland